# 1144
| Calendário gregoriano                                                        | 1144 MCXLIV                                           |
| Ab urbe condita                                                              | 1897                                                  |
| Calendário arménio                                                           | 593 – 594                                             |
| Calendário bahá'í                                                            | -700 – -699                                           |
| Calendário budista                                                           | 1688                                                  |
| Calendário chinês                                                            | 3840 – 3841 Início a 7 de fevereiro (aproximadamente) |
| Calendário copta                                                             | 860 – 861                                             |
| Calendário etíope                                                            | 1136 – 1137                                           |
| Calendários hindus - Vikram Samvat - Calendário nacional indiano - Cáli Iuga | 1199 – 1200 1065 – 1066 4244 – 4245                   |
| Calendário Holoceno                                                          | 11144                                                 |
| Calendário islâmico                                                          | 538 – 539                                             |
| Calendário judaico                                                           | 4904 – 4905                                           |
| Calendário persa                                                             | 522 – 523                                             |
| Calendário rúnico                                                            | 1394                                                  |
| Calendário solar tailandês                                                   | 1687                                                  |

1144 (MCXLIV, na numeração romana) foi um ano bissexto do século XII do Calendário Juliano, da Era de Cristo, e as suas letras dominicais foram  B e A (52 semanas), teve início a um sábado e terminou a um domingo.
No reino de Portugal estava em vigor a Era de César que já contava 1182 anos.

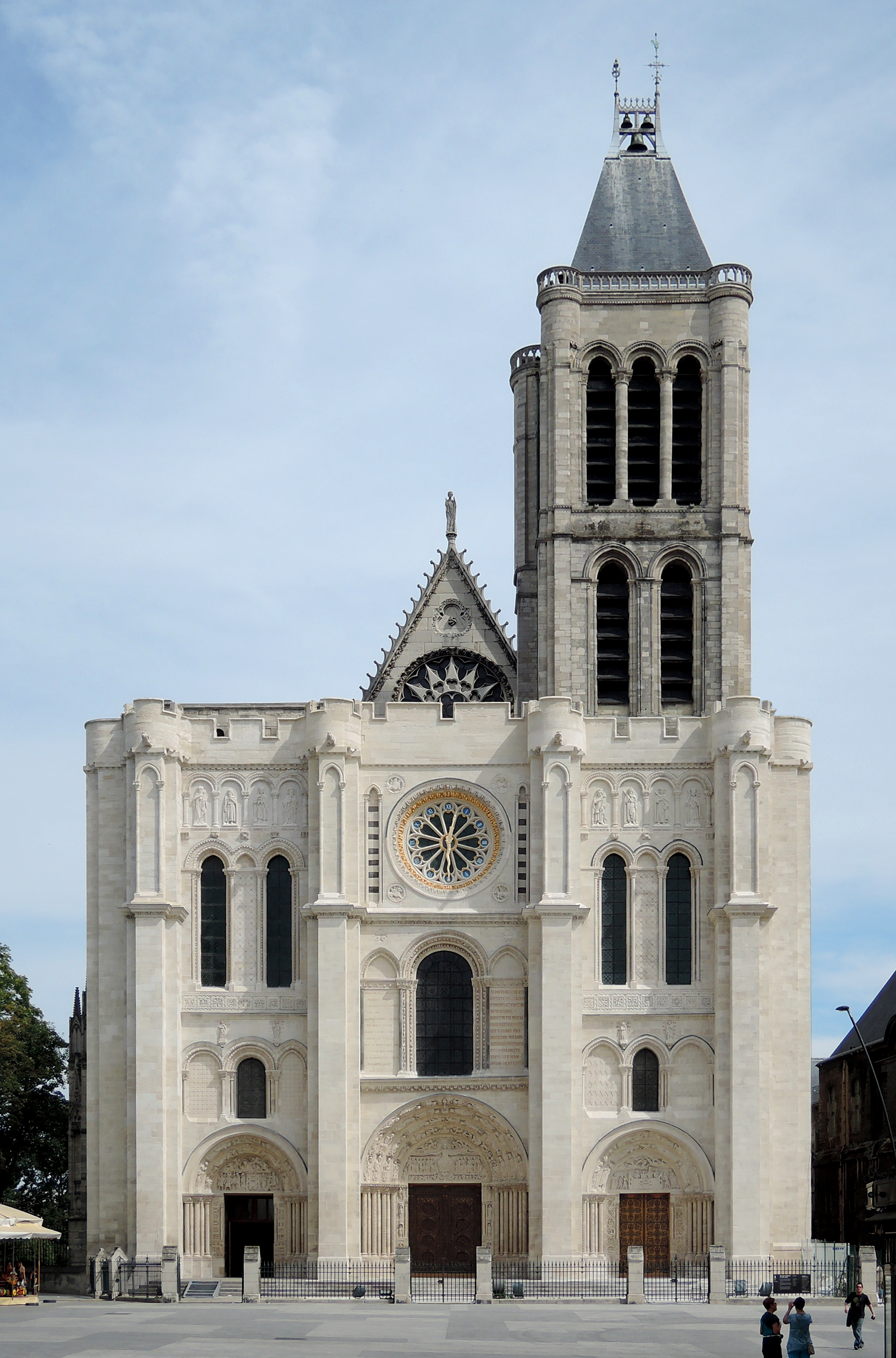
Fachada Basílica de Saint-Denis depois dos trabalhos de restauro (2012-2015). As inovações arquitectónicas (iniciadas na Catedral de Saint-Étienne, em Sens) promovidas pelo Abade Suger de Saint-Denis (entre 1122 e 1151) tornaram-se modelo do estilo gótico.

| Ano completo                      |
| --------------------------------- |
| Ano bissexto com início ao sábado |

## Eventos
- 11 de junho - A Basílica de Saint-Denis foi concluída e consagrada, com a presença do rei Luís VII de França.
- 24 de Dezembro - A cidade de Edessa, nessa altura capital do estado cruzado Condado de Edessa, é tomada por Zengui ao serviço dos turcos seljúcidas.
- Os Cistercienses instalam-se em Portugal (Tarouca).
- Ataque ao Castelo de Soure pelos muçulmanos.

## Mortes
- Bertrando I de Forcalquier, Condado de Forcalquier.